# Свекла Олександра Федорівна
Свекла Олександра (Олеся) Федорівна (9 квітня 1902, село Валегоцулове, тепер село Долинське, Ананьївського району Одеської області — 1966, Прилуки, Чернігівська область) — українська письменниця.

## Біографія
Народилась у містечку Валегоцулове Балтського повіту Подільської губернії у родині молдавських селян. Закінчила шість класів семирічної трудової школи. Брала участь у військових діях 1918-1921 років, служила в Червоній армії.
Друкувалася з 1924 року, член літературної організації «Плуг». Автор оповідань і повістей «Над Дністром» (1926; з життя молдаван), «Подарунок і подяка» (1927), «Надломлені серцем» (1930), «Петря Слимак» (1930).
У 1930-их pp. репресована. Померла в Прилуках.